# Lutherische Gutnius-Kirche
Die Lutherische Gutnius-Kirche (Tok Pisin, englisch Good News, deutsch Gute Nachricht) ist eine konfessionelle evangelisch-lutherische Kirche in Papua-Neuguinea mit ca. 150.000 (Stand 2010) Gemeindegliedern. 

## Geschichte
Die Lutherische Gutnius-Kirche, die früher den Namen Lutherische Wabag-Kirche führte, wurde durch die Lutherische Kirche – Missouri-Synode 1948 gegründet.

## Verbreitung
Hauptsächlich ist diese Kirche in den Provinzen Enga und Western Highlands des Landes zu finden. Sie arbeitet mit der Evangelisch-Lutherischen Kirche von Papua-Neuguinea zusammen, jedoch unterhalb von Kirchen- und Abendmahlsgemeinschaft. Beide Kirchen kooperieren in der Ausbildung der Pfarrer und tragen gemeinsam mit der anglikanischen Kirche des Landes das Balob Teachers College in Lae. 

## Kirchliche Außenbeziehungen
Volle Kirchen- und Abendmahlsgemeinschaft unterhält die Kirche mit der Lutherischen Kirche – Missouri-Synode. Sie ist Mitglied im Internationalen Lutherischen Rat und im Lutherischen Weltbund. Lokal unterhält sie Verbindungen zu der liberaleren Evangelisch-Lutherischen Kirche von Papua-Neuguinea.